# Onthophagus wombalano
Onthophagus wombalano là một loài bọ cánh cứng trong họ Bọ hung (Scarabaeidae).